# Армия национального освобождения (Боливия)
Армия национального освобождения (исп. Ejército de Liberación Nacional) — боливийская леворадикальная партизанская организация, созданная в 1966 г. под руководством Че Гевары как часть континентальной герильи. После гибели Че Гевары в 1967 г. возглавлена Гидо Альваро Передо Лейге. Затем руководителем АНО становится Освальдо Передо Лейге, а после его ареста — Моника Эртль.

## История
Эрнесто Че Гевара объявил о создании Армии национального освобождения на собрании своего отряда близ лагеря «М-26» 25 марта 1967 года. Им был написан Манифест АНО, обращение к боливийским шахтёрам. Всего Че Гевара составил четыре сводки о действиях Армии, однако только одна дошла до независимой боливийской печати. Все остальные документы АНО были перехвачены властями.
Большинство людей Че Гевары были убиты, ранены или взяты в плен в ходе кампании.
Уцелевшим партизанам удалось избежать преследования на сложном боливийском рельефе и спрятаться в таких крупных городах как Кочабамба. 17 февраля 1968 года пятерым партизанам (трем кубинцам и двум боливийцам), удалось добраться до Чили. Там они были задержаны полицейскими карабинерами и отправлены в Икике. 22 февраля боевики подали прошение о предоставлении убежища. В Икике их посетил Сальвадор Альенде, тогдашний президент сената Чили. После встречи партизан с Альенде и другими видными левыми политиками министр внутренних дел христианских демократов правительства Эдмундо Перес Суджовик решил изгнать боевиков из Чили. Из-за проблем с получением транзитных виз поездка на Кубу проходила через Таити и Новую Зеландию.
После провала партизанского движения Гевары радикальные левые в Боливии снова начали организовываться, чтобы создать партизанское сопротивление в 1970 году под названием Teoponte Guerrilla.
АНО вела вооружённую борьбу против диктатуры Уго Бансера, установившего репрессивный режим и присоединившегося к операции «Кондор». Во время охоты за нацистским военным преступником Клаусом Барби, который был одним из организаторов государственного переворота, поддержанного аргентинской хунтой (а также консультировал боливийское командование в борьбе с Че Геварой), городская структура АНО понесла тяжелые потери.
В 1972 году было создано политическое крыло АНО — Революционная партия трудящихся Боливии. В 1973 году Армия национального освобождения, объединяясь с РАН, МИР и Тупамарос, создает Хунту революционной координации. В 1976 году в Париже АНО казнит командующего 8 дивизионом генерала (полковника во время расстрела Гевары) Сентено Анайя, причастного к гибели Че Гевары. В 1978 году, после свержения Бансера, Армия национального освобождения самораспускается, а её члены присоединяются к различным социальным движениям.

## Судьба выживших активистов
Маркос Фарфан — один из выживших членов Армии национального освобождения — стал заместителем министра внутренних дел в правительстве Эво Моралеса и с тех пор занимается расследованием «грязной войны» во время диктатуры.
Лойола Гусман Лара — связная Гевары с городским подпольем, а затем и партизанка — ныне также занимается расследованием преступлений диктаторского режима.
Михаэль Нотдурфтер (1961—1990) — южнотирольский теолог и революционер-интернационалист, присоединившийся во второй половине 1980-х к возрождавшейся Армии национального освобождения.